# IEEE 802.12
100VG AnyLAN ist ein Standard, der von Hewlett-Packard und AT&T entwickelt und vom IEEE 802.12-Komitee standardisiert wurde und sich zum Ziel gesetzt hatte, der Nachfolger von 10Mbit-Ethernet zu werden. Ursprünglich wurde er unter dem Namen 100BaseVG entwickelt.
100BaseVG war für den Betrieb über vier Adernpaare eines ansonsten nur für 10 Mbit/s geeigneten Kategorie 3-Kabels (CAT3) spezifiziert, wie es zum Entwicklungszeitpunkt besonders in den USA in großem Maßstab installiert war. Diese Kabel wurden auch als „voice grade“, d. h. Telefonkabel, bezeichnet – daher die Abkürzung „VG“. Die Bezeichnung „AnyLAN“ wies darauf hin, dass im Standard auch die Beförderung von Token-Ring-Frames vorgesehen war.
Der Standard wurde 1995 verabschiedet. Durch die höheren Kosten von 100VG-Komponenten und deren begrenzte Verfügbarkeit gegenüber 100BASE-TX erreichte der Standard keine besondere Akzeptanz, ab ca. 1998 wurden die entsprechenden Produkte vom Markt genommen.

## Funktionsweise
100VG-AnyLan verwendete ein deterministisches Zugriffsverfahren, wodurch Kollisionen wie beim klassischen Ethernet mit gemeinsamem Medium vermieden wurden:
- Jedes angeschlossene Gerät/Node kommuniziert mit dem zentralen Hub und teilt ihm seinen Sendewunsch mit. Dabei sind zwei Prioritäten möglich: Normal und Hoch.
- Wenn der Hub beschließt, dass das Gerät an der Reihe ist zu senden, teilt er ihm mit, dass es nun senden darf.
- Der Hub durchläuft die Geräte in zyklischer Reihenfolge, und erlaubt ihnen jeweils ein Paket zu senden (Round-Robin-Verfahren).
- Es werden zuerst alle hochpriorisierten Geräte behandelt, bevor die niedrigpriorisierten behandelt werden.
- Alle Geräte, die keinen Sendeantrag gestellt haben, werden ignoriert.
- Um zu verhindern, dass hochpriorisierte Geräte das Netzwerk blockieren, verwaltet der Hub einen Prioritätstimer für jedes Gerät. Der Timer wird gestartet, wenn das Gerät zum ersten Mal einen normalpriorigen Sendeantrag stellt. Wenn der Timer abläuft, bevor das Gerät eine Chance zum Senden bekommt, wird seine Anfrage auf einen hochpriorisierten Sendeantrag hochgestuft.